# Бейт-Джан
Бейт-Джан (араб. بيت جن‎, ивр. בֵּיתּ גַ'ן‎) — израильская друзская деревня, расположенная на севере Израиля на горах Верхней Галилеи, к западу от горы Мерон, на высоте 940 м над уровнем моря. Имеет статус местного совета с 1964.

## О деревне
О происхождении названия «Бейт-Джан» существуют две версии. Следуя первой, деревня названа так из-за многочисленных садов (араб. جن‎ «джан» — сад) посаженных в ней. По другой, менее вероятной версии, имя деревни исходит из названия древнего филистимлянского города Бейт-Дагона, который, скорее всего, находился в другом месте, недалеко от современного прибрежного города Ришон ле-Циона.
Найдены доказательства тому, что в районе деревни существовали поселения ещё со времён Второго Храма. Однако сама деревня была основана в XVIII веке друзами, пришедшими из Ливана. Также известно, что некоторое время, в XIX веке, в деревне жили и евреи.
Деревня находится на расстоянии 25 км от города Кармиэля. Её высота — от 930 до 1030 м над уровнем моря. Жители деревни заняты в туризме, многие служат в израильских службах безопасности.
В деревне находится святое место, посвящённое друзскому пророку Баха-аль-Дину.

## Население
По данным Центрального статистического бюро Израиля, население на начало 2020 года составляло 12 001 человек.
Общий прирост населения составляет 1,5 %. На каждых 1020 женщин приходится 1000 мужчин.
| Категория     | Численность в % |
| ------------- | --------------- |
| 0—4 лет       | 10,4 %          |
| 5—9 лет       | 10,9 %          |
| 10—14 лет     | 11,7 %          |
| 15—19 лет     | 10,8 %          |
| 20—29 лет     | 17,2 %          |
| 30—44 лет     | 20,5 %          |
| 45—59 лет     | 11,9 %          |
| 60—64 лет     | 1,9 %           |
| старше 65 лет | 5,5 %           |

## Города-побратимы
- Кфар-Сава, Израиль, 2006 год[источник не указан 468 дней]